# Гидроксид меди(II)
Гидрокси́д ме́ди(II) (химическая формула — Cu(OН)2) — слабое нерастворимое неорганическое основание.
При стандартных условиях, гидроксид меди(II) — это голубое аморфное или кристаллическое вещество.

## Физические свойства
Кристаллы образуют решётку ромбической сингонии, параметры ячейки a = 0,2949 нм, b = 1,059 нм, c = 0,5256 нм, Z = 4. Гидроксид меди практически не растворим в воде. При нагревании до 70—90 °C порошка Cu(ОН)2 или его водных суспензий разлагается до оксида меди(II) и воды.

## Химические свойства

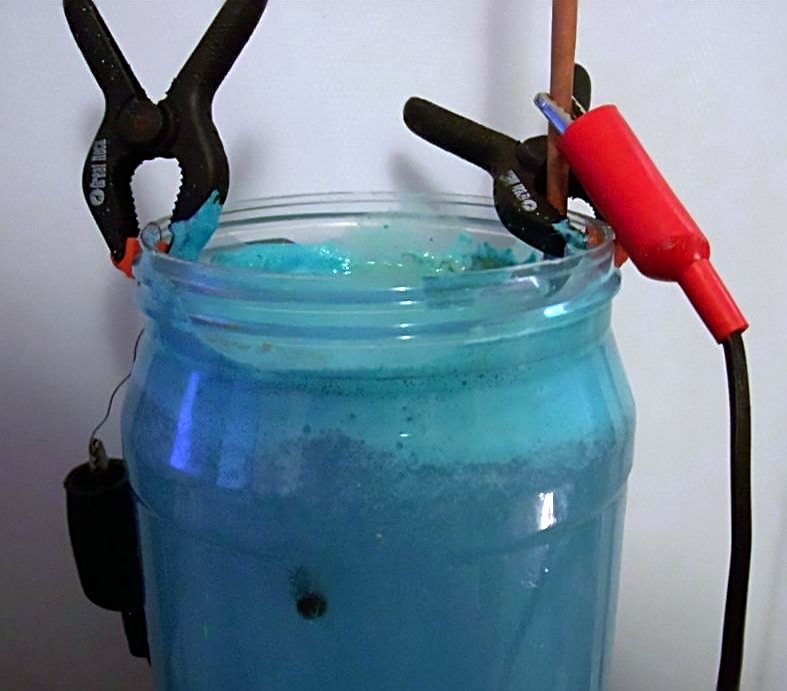
Гидроксид меди(II)

Относится к классу амфотерных гидроксидов.
1) Взаимодействие с кислотами с образованием воды и соответствующей соли меди:
{\displaystyle {\mathsf {Cu(OH)_{2}+H_{2}SO_{4}\ {\xrightarrow {}}\ CuSO_{4}+2H_{2}O}}}
2) С разбавленными растворами щелочей не реагирует, а в концентрированных растворяется, образуя ярко-синие тетрагидроксокупраты(II): 
{\displaystyle {\mathsf {Cu(OH)_{2}+2NaOH{\xrightarrow {}}\ Na_{2}[Cu(OH)_{4}]}}}
3) Как и все нерастворимые основания, гидроксид меди(II) при нагревании разлагается на оксид и воду, в данном случае образуется чёрный оксид меди(II):
{\displaystyle {\mathsf {Cu(OH)_{2}\xrightarrow {^{o}t} \ CuO+H_{2}O}}}
4) При длительном стоянии на воздухе, обогащённом кислородом, гидроксид меди(II) вступает в обратимую реакцию с кислородом, образуя грязно-красную смесь оксидов Cu(II) и Cu(III):
{\displaystyle {\mathsf {4Cu(OH)_{2}+O_{2}\rightleftarrows \ 2Cu_{2}O_{3}\downarrow +2H_{2}O}}}
Равновесие в данной реакции сдвинуто влево.
При избытке влаги может образоваться гидроксид куприла(III):
{\displaystyle {\mathsf {4Cu(OH)_{2}+O_{2}{\xrightarrow {}}\ 4CuO(OH)\downarrow +H_{2}O}}}
Очень легко растворяется в избытке аммиака с образованием дигидроксотетрааммиаката меди:
{\displaystyle {\mathsf {Cu(OH)_{2}+4NH_{3}\cdot H_{2}O{\xrightarrow {}}\ [Cu(NH_{3})_{4}](OH)_{2}+4H_{2}O}}}
или
{\displaystyle {\mathsf {Cu(OH)_{2}+4NH_{3}{\xrightarrow {}}\ [Cu(NH_{3})_{4}](OH)_{2}}}}
Аммиакат меди имеет интенсивный сине-фиолетовый цвет, поэтому его используют в аналитической химии для определения малых количеств ионов Cu2+ в растворе.

## Получение
Лабораторные способы получения: действие на холоде растворимых гидроксидов (кроме гидрата аммиака), на растворимые соли меди, например:
{\displaystyle {\mathsf {Cu(NO_{3})_{2}+2NaOH{\xrightarrow {}}\ Cu(OH)_{2}\downarrow +2NaNO_{3}}}}
{\displaystyle {\mathsf {CuSO_{4}+2KOH{\xrightarrow {}}\ Cu(OH)_{2}\downarrow +K_{2}SO_{4}}}}
{\displaystyle {\mathsf {CuSO_{4}+Ca(OH)_{2}\xrightarrow {} \ Cu(OH)_{2}\downarrow +CaSO_{4}}}}

## Токсичность
Гидроксид меди(II) малотоксичен вследствие низкой растворимости в воде.